# ويليام بيتس
ويليام بيتس (بالإنجليزية: William Betts)‏ هو لاعب كرة قاعدة أمريكي، ولد في 1865 في واشنطن العاصمة في الولايات المتحدة، وتوفي بنفس المكان في 9 سبتمبر 1936.